# Canthidium margaritae
Canthidium margaritae là một loài bọ cánh cứng trong họ Bọ hung (Scarabaeidae).